# Cylindromyia ethelia
Cylindromyia ethelia är en tvåvingeart som beskrevs av Charles Howard Curran 1934. Cylindromyia ethelia ingår i släktet Cylindromyia och familjen parasitflugor.
Artens utbredningsområde är Uganda. Inga underarter finns listade i Catalogue of Life.